# Pierre Harmel
Pierre Charles José Marie Harmel (Uccle, 16 de març de 1911 - Brussel·les, 15 de novembre de 2009) va ser un polític demòcrata cristià i advocat belga. Va ocupar el càrrec de Primer Ministre de Bèlgica durant vuit mesos, entre 28 de juny de 1965 i el 19 de març de 1966.
Va néixer a Uccle, fill de Charles Harmel i d'Eusibie André. Va estudiar Dret a la Universitat de Lieja, on va obtenir els títols de Doctor en Dret i Màster en Ciències Socials el 1933. Durant els seus estudis, va estar actiu a l'Association catholique belge, de la qual va esdevenir president el 1938.
L'any 1947 fou nomenat professor de Dret Tributari a la Universitat de Lieja.
Harmel va defensar el desarmament europeu a finals dels anys seixanta i va ser el principal defensor d’una política de l’OTAN orientada cap al futur de l’antic bloc soviètic que va accelerar la distensió est-oest.